# Rów Witiazia
Rów Witiazia – rów oceaniczny położony na Oceanie Spokojnym. Ciągnie się z północnego zachodu na południowy wschód, na północny wschód od wybrzeży wysp Santa Cruz, na długości około 600 km. Osiąga głębokości do 6150 metrów.